# Cupriavidus necator
Espèce
Synonymes
Ralstonia eutropha
Cupriavidus necator est une bactérie du sol à paroi Gram-négatif appartenant au groupe des β-Protéobactéries.

## Taxonomie
C. necator a changé de nom plusieurs fois: Ralstonia eutropha, Alcaligenes eutrophus, Wautersia eutropha. 
De nombreux micro-organismes ont été isolés pour leur aptitude à utiliser l’hydrogène, ce sont des micro-organismes chimiolithotrophes métabolisant l’hydrogène et ils ont été regroupés dans le groupe Hydrogenomonas mais ce groupe n'est plus reconnu par la communauté scientifique . Ces micro-organismes sont maintenant classés dans différents groupes.

## Métabolisme
C. necator est une bactérie knallgas (en) (qui oxyde l’hydrogène avec l'oxygène de l'air), aussi capable de se développer dans des environnements  anaérobies.